# Amerikaanse auto in 1998
Dit artikel geeft een overzicht van alle Amerikaanse en Australische personenwagens die op de markt kwamen in 1998. De auto's staan alfabetisch gerangschikt per merk.

## Noord-Amerika
| Acura |                  | concern:               | Honda Japan |
| Acura | divisie:         |                        |             |
| Acura | merk:            | Acura Verenigde Staten |             |
| Acura | model:           | TL (2e generatie)      |             |
| Acura | einde productie: | 2003                   |             |
| Acura | productieaantal: | ?                      |             |

| Cadillac |                  | concern:                                                   | General Motors Verenigde Staten |
| Cadillac | divisie:         |                                                            |                                 |
| Cadillac | merk:            | Cadillac Verenigde Staten                                  |                                 |
| Cadillac | model:           | Escalade (1e generatie; badge-engineered GMC Yukon Denali) |                                 |
| Cadillac | einde productie: | 2000                                                       |                                 |
| Cadillac | productieaantal: | bijna 50.000                                               |                                 |

| Chevrolet |                  | concern:                                                                                                 | General Motors Verenigde Staten |
| Chevrolet | divisie:         | |                                 |
| Chevrolet | merk:            | Chevrolet Verenigde Staten                                                                               |                                 |
| Chevrolet | model:           | Corvette fixed-roof coupé of hardtop (C5; 5e generatie; vanaf 2001 werd deze variant de krachtigere Z06) |                                 |
| Chevrolet | einde productie: | 2004 |                                 |
| Chevrolet | productieaantal: | 6972 (fixed-roof coupé), 28.388 (Z06)                                                                    |                                 |

| Chevrolet |                  | concern:                     | General Motors Verenigde Staten |
| Chevrolet | divisie:         |                              |                                 |
| Chevrolet | merk:            | Chevrolet Verenigde Staten   |                                 |
| Chevrolet | model:           | Metro 3p / 4p (2e generatie) |                                 |
| Chevrolet | einde productie: | 2001                         |                                 |
| Chevrolet | productieaantal: | ?                            |                                 |

| Chevrolet |                  | concern:                                                                                        | General Motors Verenigde Staten |
| Chevrolet | divisie:         |                                                                                                 |                                 |
| Chevrolet | merk:            | Chevrolet Verenigde Staten                                                                      |                                 |
| Chevrolet | model:           | Prizm (3e generatie; tot 1998 onder Geo verkocht; badge-engineered 8e generatie Toyota Corolla) |                                 |
| Chevrolet | einde productie: | 2002                                                                                            |                                 |
| Chevrolet | productieaantal: | ca. 200.000                                                                                     |                                 |

| Chevrolet |                  | concern: | General Motors Verenigde Staten |
| Chevrolet | divisie:         | |                                 |
| Chevrolet | merk:            | Chevrolet Verenigde Staten |                                 |
| Chevrolet | model:           | Silverado 1500 / 2500 / 3500 (vanaf 2001) tweedeur / verlengd / vierdeur (1e generatie; de vierdeur vanaf 2000; Silverado Classic in het laatste jaar omdat de volgende generatie reeds was verschenen; gelijk aan de GMC Sierra) |                                 |
| Chevrolet | einde productie: | 2006 |                                 |
| Chevrolet | productieaantal: | ? |                                 |

| Chrysler |                  | concern:                  | DaimlerChrysler Duitsland |
| Chrysler | divisie:         |                           |                           |
| Chrysler | merk:            | Chrysler Verenigde Staten |                           |
| Chrysler | model:           | Concorde (2e generatie)   |                           |
| Chrysler | einde productie: | 2003                      |                           |
| Chrysler | productieaantal: | ?                         |                           |

| Ford |                  | concern:                                                      | onafhankelijk |
| Ford | divisie:         |                                                               |               |
| Ford | merk:            | Ford Verenigde Staten                                         |               |
| Ford | model:           | Activa / Tierra (badge-engineered 8e generatie Mazda Familia) |               |
| Ford | einde productie: | 2003                                                          |               |
| Ford | productieaantal: | ?                                                             |               |

| Ford |                  | concern:                      | onafhankelijk |
| Ford | divisie:         |                               |               |
| Ford | merk:            | Ford Verenigde Staten         |               |
| Ford | model:           | Crown Victoria (2e generatie) |               |
| Ford | einde productie: | 2012                          |               |
| Ford | productieaantal: | ?                             |               |

| Ford |                  | concern:                                                                                                 | onafhankelijk |
| Ford | divisie:         | |               |
| Ford | merk:            | Ford Verenigde Staten                                                                                    |               |
| Ford | model:           | F-250/350 Super Duty tweedeur / tweedeur verlengd / vierdeur (1e generatie, na afsplitsing van de F-150) |               |
| Ford | einde productie: | 2007 |               |
| Ford | productieaantal: | ? |               |

| Ford |                  | concern:                | onafhankelijk |
| Ford | divisie:         |                         |               |
| Ford | merk:            | Ford Verenigde Staten   |               |
| Ford | model:           | Windstar (2e generatie) |               |
| Ford | einde productie: | 2003                    |               |
| Ford | productieaantal: | ?                       |               |

| Jeep |                  | concern: | DaimlerChrysler Duitsland |
| Jeep | divisie:         | |                           |
| Jeep | merk:            | Jeep Verenigde Staten                                                                                            |                           |
| Jeep | model:           | Grand Cherokee vijfdeur-suv (2e generatie; vanaf begin 1999 ook bij Steyr-Fahrzeugtechnik in Oostenrijk gebouwd) |                           |
| Jeep | einde productie: | 21 mei 2004 (Noord-Amerika), december 2004 (Europa)                                                              |                           |
| Jeep | productieaantal: | 1.451.889 (Noord-Amerika), ca. 300.000 (Europa)                                                                  |                           |

| Kenny Brown |                  | concern:                                           | onafhankelijk |
| Kenny Brown | divisie:         |                                                    |               |
| Kenny Brown | merk:            | Kenny Brown Verenigde Staten                       |               |
| Kenny Brown | model:           | 289RS Cobra (aangepaste 4e generatie Ford Mustang) |               |
| Kenny Brown | einde productie: | ?                                                  |               |
| Kenny Brown | productieaantal: | ?                                                  |               |

| Mercury |                  | concern:                     | Ford Motor Company Verenigde Staten |
| Mercury | divisie:         |                              |                                     |
| Mercury | merk:            | Mercury Verenigde Staten     |                                     |
| Mercury | model:           | Grand Marquis (3e generatie) |                                     |
| Mercury | einde productie: | 2002                         |                                     |
| Mercury | productieaantal: | ?                            |                                     |

| Oldsmobile |                  | concern:                    | General Motors Verenigde Staten |
| Oldsmobile | divisie:         |                             |                                 |
| Oldsmobile | merk:            | Oldsmobile Verenigde Staten |                                 |
| Oldsmobile | model:           | Alero                       |                                 |
| Oldsmobile | einde productie: | 2004                        |                                 |
| Oldsmobile | productieaantal: | ?                           |                                 |

| Panoz |                  | concern:               | Panoz Motor Sports Group Verenigde Staten |
| Panoz | divisie:         |                        |                                           |
| Panoz | merk:            | Panoz Verenigde Staten |                                           |
| Panoz | model:           | Esperante              |                                           |
| Panoz | einde productie: | 2009                   |                                           |
| Panoz | productieaantal: | ?                      |                                           |

| Pontiac |                  | concern:                 | General Motors Verenigde Staten |
| Pontiac | divisie:         |                          |                                 |
| Pontiac | merk:            | Pontiac Verenigde Staten |                                 |
| Pontiac | model:           | Grand Am coupé           |                                 |
| Pontiac | einde productie: | 2005                     |                                 |
| Pontiac | productieaantal: | ?                        |                                 |

| Vision |                  | concern:                | onafhankelijk |
| Vision | divisie:         |                         |               |
| Vision | merk:            | Vision Verenigde Staten |               |
| Vision | model:           | K2 (sportwagen)         |               |
| Vision | einde productie: | 2003                    |               |
| Vision | productieaantal: | ?                       |               |

| Zimmer |                  | concern: | onafhankelijk |
| Zimmer | divisie:         | |               |
| Zimmer | merk:            | Zimmer Verenigde Staten                                                                                                |               |
| Zimmer | model:           | Golden Spirit (2e generatie; onder nieuwe eigenaar; neo-klassieke coupé op basis van de 3e generatie Lincoln Town Car) |               |
| Zimmer | einde productie: | 2018 |               |
| Zimmer | productieaantal: | 200 à 400 (schatting)                                                                                                  |               |

## Latijns-Amerika
| Chevrolet |                  | concern:                                                                                | General Motors Verenigde Staten |
| Chevrolet | divisie:         | General Motors do Brasil Brazilië                                                       |                                 |
| Chevrolet | merk:            | Chevrolet Verenigde Staten                                                              |                                 |
| Chevrolet | model:           | Astra drie- en vijfdeurhatchback / sedan / stationwagen (badge-engineered Opel Astra G) |                                 |
| Chevrolet | einde productie: | 2011                                                                                    |                                 |
| Chevrolet | productieaantal: | ?                                                                                       |                                 |

| Chevrolet |                  | concern:                                                   | General Motors Verenigde Staten |
| Chevrolet | divisie:         | General Motors do Brasil Brazilië                          |                                 |
| Chevrolet | merk:            | Chevrolet Verenigde Staten                                 |                                 |
| Chevrolet | model:           | Omega sedan (2e generatie; badge-engineered Holden Calais) |                                 |
| Chevrolet | einde productie: | 2005                                                       |                                 |
| Chevrolet | productieaantal: | ?                                                          |                                 |

| Chevrolet |                  | concern:                          | General Motors Verenigde Staten |
| Chevrolet | divisie:         | General Motors do Brasil Brazilië |                                 |
| Chevrolet | merk:            | Chevrolet Verenigde Staten        |                                 |
| Chevrolet | model:           | Tracker 3p/5p                     |                                 |
| Chevrolet | einde productie: | 2005                              |                                 |
| Chevrolet | productieaantal: | ?                                 |                                 |

| Chevrolet |                  | concern:                                 | General Motors Verenigde Staten |
| Chevrolet | divisie:         | General Motors do Brasil Brazilië        |                                 |
| Chevrolet | merk:            | Chevrolet Verenigde Staten               |                                 |
| Chevrolet | model:           | Trooper (badge-engineered Isuzu Trooper) |                                 |
| Chevrolet | einde productie: | 2002                                     |                                 |
| Chevrolet | productieaantal: | ?                                        |                                 |

| Dodge |                  | concern: | DaimlerChrysler Duitsland |
| Dodge | divisie:         | Chrysler de México Mexico                                                                                             |                           |
| Dodge | merk:            | Dodge Verenigde Staten                                                                                                |                           |
| Dodge | model:           | Ramcharger tweedeur-suv (3e generatie; gebaseerd op de 2e generatie Dodge Ram; ontworpen en enkel verkocht in Mexico) |                           |
| Dodge | einde productie: | 2001 |                           |
| Dodge | productieaantal: | ca. 30.000 |                           |

| Emme |                  | concern:                         | Megastar Veículos Brazilië |
| Emme | divisie:         |                                  |                            |
| Emme | merk:            | Emme Brazilië                    |                            |
| Emme | model:           | T420 / T422 / Lotus 422T (sedan) |                            |
| Emme | einde productie: | 1999                             |                            |
| Emme | productieaantal: | ca. 15                           |                            |

## Australië
| Ford |                  | concern: | Ford Motor Company Verenigde Staten |
| Ford | divisie:         | Ford Australia Australië |                                     |
| Ford | merk:            | Ford Verenigde Staten |                                     |
| Ford | model:           | Falcon / Fairmont — sedan / stationwagen (6e generatie; AU / BA / BF-serie) TE50 / TS50 / TL50 (T-serie; krachtiger varianten van de Falcon door Tickford Vehicle Engineering) |                                     |
| Ford | einde productie: | april 2008 (sedan), juni 2010 (stationwagen) |                                     |
| Ford | productieaantal: | 740.508 (inclusief de pick-up die in 1999 verscheen) |                                     |

| Holden |                  | concern: | General Motors Verenigde Staten |
| Holden | divisie:         | |                                 |
| Holden | merk:            | Holden Australië |                                 |
| Holden | model:           | Astra drie- en vijfdeurhatchback / Caravan stationwagen (4e generatie; badge-engineered 2e generatie Opel Astra; de stationwagen was enkel in Nieuw-Zeeland op de markt; de sedan en cabriolet verschenen in 2000 en 2001) |                                 |
| Holden | einde productie: | 2005 |                                 |
| Holden | productieaantal: | ? |                                 |

| Holden |                  | concern:                                                         | General Motors Verenigde Staten |
| Holden | divisie:         |                                                                  |                                 |
| Holden | merk:            | Holden Australië                                                 |                                 |
| Holden | model:           | Vectra stationwagen (variant van de sedan en hatchback uit 1997) |                                 |
| Holden | einde productie: | eind 2000                                                        |                                 |
| Holden | productieaantal: | ?                                                                |                                 |